# Machine Gun (chanson de Jimi Hendrix)
Pour les articles homonymes, voir Machine Gun.
Pistes de Band of Gypsys
Who Knows Changes
Machine Gun est une chanson du musicien et chanteur américain Jimi Hendrix et interprétée avec sa formation Band of Gypsys composée d'Hendrix, du bassiste Billy Cox et du batteur Buddy Miles. Elle apparait pour la première fois sur l'album live Band of Gypsys en mars 1970.

## Création
Bien qu'aucune version studio n'ait jamais officiellement vu le jour, plusieurs enregistrements en concert sont sortis, notamment sur Live at Berkeley, Blue Wild Angel: Live at the Isle of Wight et surtout sur Band of Gypsys, cette dernière prestation étant souvent considérée comme l'une des plus belles de Jimi Hendrix.
Tout commence en septembre 1969 quand Hendrix, son batteur Mitch Mitchell et son bassiste Billy Cox entament un bœuf pour protester contre la guerre du Viêt Nam qui est diffusé sur le Dick Cavett Show. La chanson est longue et dure la plupart du temps entre dix et vingt minutes, à chaque fois avec des variations dans la musique et les paroles. Le riff et la ligne de basse d'ouverture ne changent cependant pas. Le morceau comporte dès le début un riff de guitare avec un effet de pédale univibe ainsi qu'une caisse claire censée imiter le bruit d'une mitrailleuse. Les paroles, qui ne sont jamais les mêmes, sont énoncées du point de vue d'un soldat parti au front :

« La mitrailleuse
Met mon corps en pièce
L'homme mauvais me fait te tuer
L'homme mauvais te fait me tuer
L'homme mauvais me fait te tuer
Même si nous ne sommes que des familles éloignées
Eh bien, je prends ma hache et combats comme un bombardier
(vous savez ce que je veux dire)
Hey, et tes balles ne cessent de me faire tomber... »

Sur la version de Band of Gypsys, Hendrix est accompagné au chant par Buddy Miles. Hendrix utilise plusieurs pédales d'effet : pédale wah-wah, fuzz, univibe et Octavia, ainsi que l'effet larsen.
L'introduction de la chanson Hear My Train A Comin' d'août 1969 à Woodstock n'est pas sans rappeler celle de « Machine Gun » (usage de l'univibe, paroles, riffs)[réf. nécessaire].
Pendant l'écriture et l'enregistrement de ce qui aurait dû être son quatrième album studio, Jimi a commencé à écrire une version studio de cette chanson et celle-ci a été largement retravaillée par Alan Douglas pour finalement être incluse sur Midnight Lightning (1975). Les fans se sont montrés peu enthousiastes, Douglas ayant fait appel à des musiciens de studio pour rejouer des parties de batterie, de basse et de guitare manquantes ou de mauvaise qualité (mauvais état des cassettes)[réf. nécessaire].

## Équipe technique
- Jimi Hendrix : chant, guitare, production (sous le nom de Heaven Research)
- Buddy Miles : batterie, chant
- Billy Cox : basse, chœurs
- Wally Heider : ingénieur du son (assisté par Jim Robertson)
- Eddie Kramer et Jimi Hendrix : mixage (assistés par Kim King)

## Reprises
Machine Gun a été notamment reprise par Praxis en 2007 sur l'album Tennessee 2004.